# Eclissi solare del 10 luglio 1907
L'eclissi solare del 10 luglio 1907 è un evento astronomico che ha avuto luogo il suddetto giorno attorno alle ore 15.24 UTC. 
L'eclissi, di tipo anulare, è stata visibile in alcune parti dell'America Latina (Cile, Bolivia e Brasile).
L'eclissi è durata 7 minuti e 23 secondi.

## Visibilità
La superfici dell'Oceano Pacifico sud-orientale, a circa 1.100 chilometri a sud-est dell'isola di Pasqua, fu la prima area ad essere interessata dall'eclissi solare anulare all'alba, dopodiché la pseudo umbra (penumbra) della luna si spostò a nord-est, coprendo le Isole Desventuradas al largo della terraferma cilena. Dal Cile risalì sulla costa settentrionale del Sud America, passando per la Bolivia e attraversando lo stato brasiliano di Goias sino a raggiungere la massima eclissi a sud. Da allora, la pseudo umbra si è gradualmente spostata a sud-est, nell'Atlantico meridionale e alla fine si è conclusa al tramonto a circa 830 chilometri a est dell'Isola Gough.

## Eclissi collegate

### Eclissi solari del 1906-1909
Questa eclissi è un membro di un ciclo semestrale. Un'eclissi in un ciclo semestrale di eclissi solari si ripete all'incirca ogni 177 giorni e 4 ore (un semestre) a nodi alternati dell'orbita lunare.